# Sultan Ismail Petra Moskee
De Sultan Ismail Petra Moskee is een moskee in Chinese stijl in Rantau Panjang, Maleisië. De moskee lijkt op de 1000 jaar oude Niujiemoskee in Peking, China.
De bouw begon op 12 september 2005 en de moskee werd in augustus 2009 ingehuldigd met een totale geschatte bouwkost van 8,8 miljoen Maleisische ringgit. De moskee heeft een totale oppervlakte van 3,7 hectare en biedt plaats aan 1.000 gelovigen tegelijk.

## Plaats
De moskee ligt aan de rand van de Pasir Mas-Rantau Panjang snelweg, ongeveer 2 km van de stad Rantau Panjang.